# آبشار کیلیور
آبشار کیلیور (به انگلیسی: Kiliyur Falls) آبشاری است که در هند واقع شده و ارتفاع کلی ریزشگاه آن ۳۰۰ فوت (۹۱ متر) است.